# Сасаки, Минору
Минору Сасаки (яп. 佐佐木 登, 1 января 1893 — 27 апреля 1961) — японский военачальник времён Второй мировой войны.

## Биография
В 1914 году Сасаки окончил военную академия Императорской армии Японии, став офицером кавалерии. В 1920-х годах работал военным атташе в России и Польше, а также занимал ряд постов в Генштабе Императорской армии Японии.
С 1939 по 1940 год командовал 4-й кавалерийской бригадой, после чего, в том же 1940-м году, возглавил штаб 6-й армии в Китае. В 1942—1943 годах был направлен в департамент бронетанковых войск при министерстве армии и занимался развитием танков и бронетанковой техники в войсках.
Однако, в связи с общим ухудшением положения японских войск на Соломоновых островах, в 1943 году Сасаки был переведён в южный сектор. Там он, в период с июня по август, возглавлял японские силы в кампании на островах Нью-Джорджия. После упорной, но в конечном счёте неудачной обороны, его войска отошли на остров Коломбангара, где были брошены голодать, без особых шансов на усиление и пополнение запасов. В дальнейшем ему и его соединениям удалось эвакуироваться на острова Шуазёль и Бугенвиль, а позже — в Рабаул. В октябре 1944 года Сасаки было присвоено звание генерал-лейтенанта.
Позднее он был прикреплён к штабу 8-го фронта в Рабауле, где и пребывал до конца войны.